# Fudan-Universität
Die Fudan-Universität (chinesisch 復旦大學 / 复旦大学, Pinyin Fùdàn Dàxué) ist eine Universität in Shanghai, China. Sie ist auf vier Standorte in der Stadt verteilt. Fudan ist eine der renommiertesten und führenden Universitäten der Volksrepublik China und nimmt in einigen Fachbereichen auch weltweit Spitzenplätze ein. Zudem ist sie Mitglied der C9 League, des chinesischen Pendants zur amerikanischen Ivy League. Ihr institutioneller Vorgänger wurde im Jahr 1905 kurz vor dem Ende der Qing-Dynastie gegründet.

## Geschichte

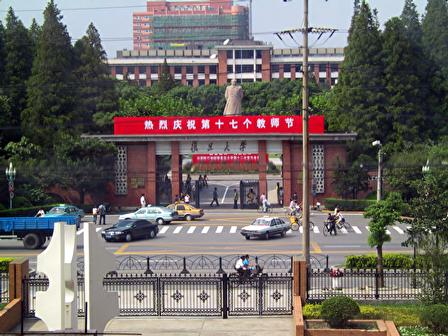
Eingang zur Universität

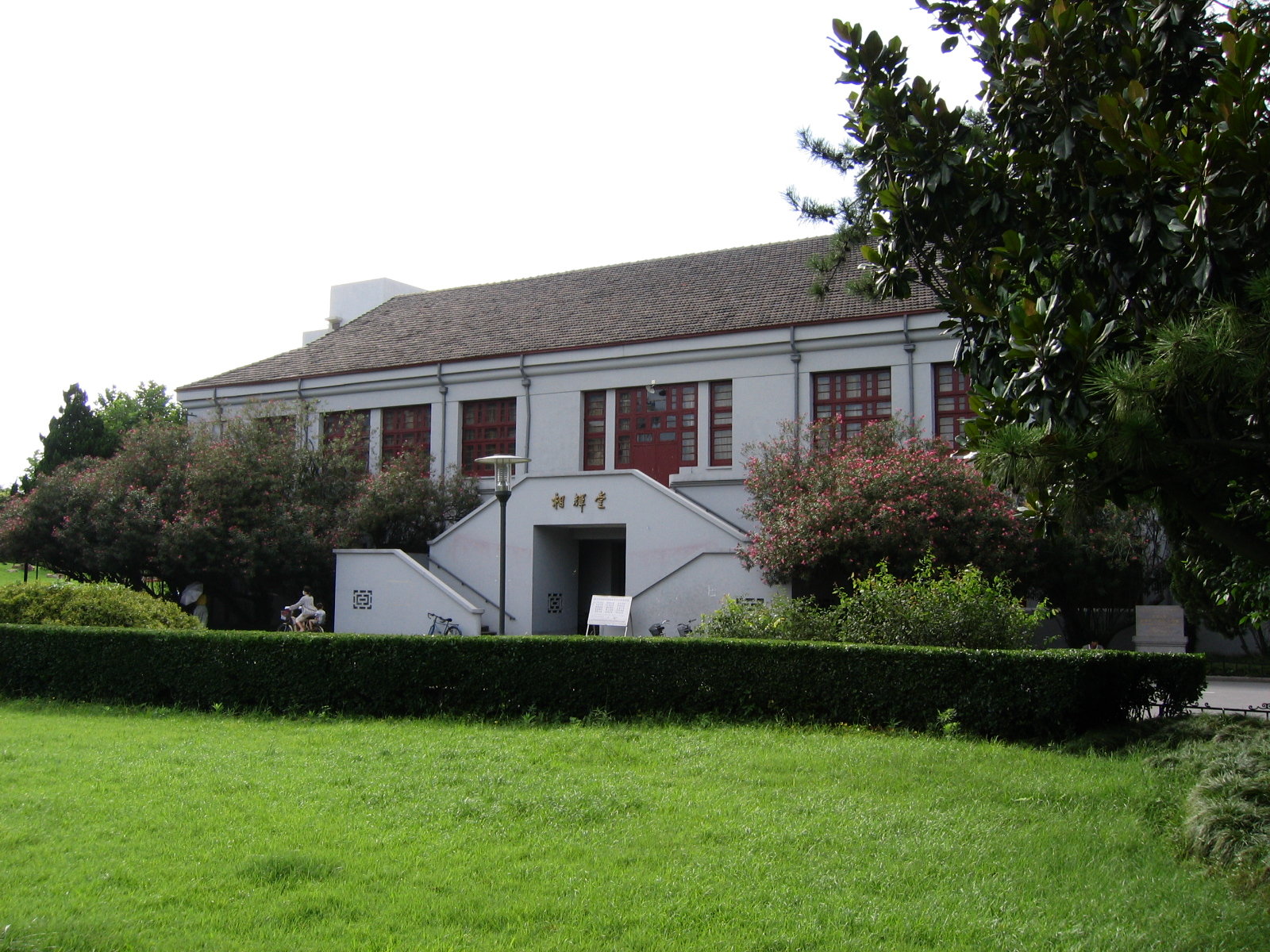
Xianghui-Hörsaal der Universität

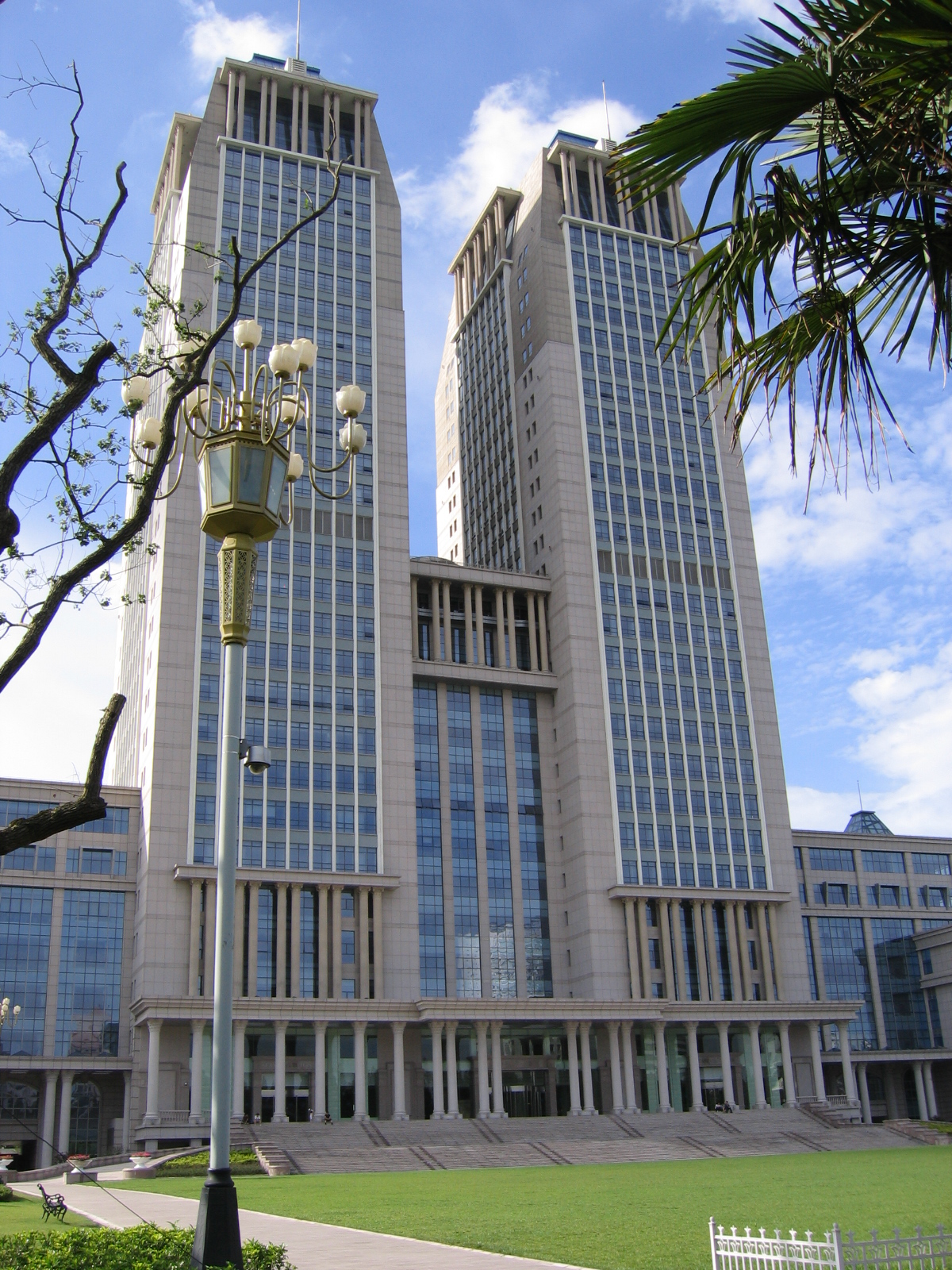
Guanghua Twin Towers

Die Fudan-Universität wurde als Fudan Public School im Jahr 1905 gegründet. Die beiden Schriftzeichen Fudan (復旦 / 复旦) wurden vom Jesuitenpater Ma Xiangbo (馬相伯 / 马相伯) aus den konfuzianischen Klassikern entnommen (《尚書大傳•虞夏傳》 Shàngshū Dàzhuàn Yú-Xiàzhuàn – 日月光華，旦復旦兮。 Rìyuè guānghuá, dàn fù dàn xī.).
Im Jahr 1917 wurde die Fudan Public School zur Privaten Universität Fudan (私立復旦大學 / 私立复旦大学, englisch Private Fudan University) mit angeschlossener Mittelschule. Gleich zu Beginn des Sino-japanischen Kriegs im Jahr 1937 zog die Universität in die innerchinesische Stadt Chongqing um, wo sie 1941 in eine öffentliche Universität National Fudan University (國立復旦大學 / 国立复旦大学) umgewandelt wurde. Nach Ende des Weltkriegs kehrte die Fudan-Universität wieder nach Shanghai zurück.
Im Jahr 2019 protestierten Studierende, als bekannt wurde, dass die Universitätsleitung »Gedankenfreiheit« und ähnliche Begriffe aus ihrer Satzung gestrichen hatte.

## Schulen und Studium
Bachelor-Studiengänge werden für 70 Fächer angeboten, Master-Studiengänge bestehen für 229 Spezialisierungen, zudem hat die Universität das Recht, in 29 Disziplinen mit 154 Spezialisierungen Doktorgrade zu verleihen. Philosophie, Nationalökonomie, Chinesische Sprache und Literatur, Journalismus, Mathematik, Physik und Chemie gelten als Spitzenfächer der Universität. Im Jahr 2000 wurde ihr die seit 1927 bestehende Shanghai Medical University als Shanghai Medical College angegliedert. Die Universität verfügt über einen Inkubator für technologieorientierte Gründungen.
In Deutschland kooperiert die Fudan-Universität u. a. mit der Goethe-Universität Frankfurt am Main und dem Zentrum für Europäische Wirtschaftsforschung Mannheim.
In Österreich besteht seit 2004 eine enge Kooperation mit gemeinsamen Studienprogrammen zwischen der Fudan University Journalism School und dem Fachbereich Kommunikationswissenschaft der Universität Salzburg, die das Media & Communication Management (MCM) Programm für Masterstudierende und Austauschprogramme für Doktoratsstudierende realisieren.
Bis 2024 will die Fudan-Universität einen Campus in Budapest errichten. Die Einrichtung wäre der erste Standort einer chinesischen Hochschule innerhalb der Europäischen Union. Der Vereinbarung ging eine Spende der Regierung Viktor Orbáns in Höhe von 2,2 Millionen Euro voraus.

## Bedeutende Absolventen
- Tong Dizhou (童第周)
- Su Buqing (蘇步青 / 苏步青) (1902–2003), chinesischer Mathematiker
- Yang Fujia (楊福家 / 杨福家) (1936–2000), chinesischer Kernphysiker
- Yang Yuliang (楊玉良 / 杨玉良)
- Juliana Koo (嚴幼韻 / 严幼韵) (1905–2017)
- Tan Jiazhen (談傢楨 / 谈家桢) (1909–2008), chinesischer Genetiker
- Xie Xide (謝希德 / 谢希德)
- Zhang Shousheng (張首晟 / 张首晟)
- Lu Hefu (盧鶴紱 / 卢鹤绂)
- Gu Chaohao (谷超豪)
- Chen Yinke (陳寅恪 / 陈寅恪)
- Wu Jinglian (吳敬璉 / 吴敬琏)
- Zhu Min (朱民)
- Li Yuanchao (李源潮)
- Li Lanqing (李嵐清 / 李岚清)
- Wang Huning (王滬寧 / 王沪宁)
- Tang Jiaxuan (唐家璇)
- Guo Guangchang (郭廣昌 / 郭广昌)
- Chen Tianqiao (陳天橋 / 陈天桥)
- Xu Fancheng (徐梵澄)
- Zhou Weihui (周衛慧 / 周卫慧) (1973), chinesische Schriftstellerin